# Гегесий
Геге́сий (греч. Ἡγησίας) Киренский или Александрийский (около 320 до н. э. — около 280 до н. э.) — древнегреческий философ, представитель Киренской школы, ученик Аристиппа.
Сведения о Гегесии сохранил Марк Туллий Цицерон в «Тускуланских беседах» (Cicero. Tusc. disp. I 83-84). Гегесий написал диалог «Умерщвляющий себя голодом» (᾿Αποκαρτερῶν): «герой собирается кончить жизнь голодовкой, друзья его разубеждают, а он им в ответ перечисляет все неприятности жизни». При этом он так вдохновенно выступал на эту тему, что некорые слушатели затем совершали самоубийство, и царь Египта Птолемей I Сотер запретил ему выступать на эту тему. Также благодаря этому произведению и своим выступлениям, как пишут Диоген Лаэртский и Епифаний Кипрский, ему дали прозвище «Учитель смерти» (πεισιθάνατος). Впоследствии самоуморение голодом широко практиковалось среди стоиков.

## Философские взгляды Гегесия
Смысл философии Гегесия сохранил Диоген Лаэртский. Как и все киренаики, Гегесий считал наслаждение смыслом жизни, но при этом был гораздо более пессимистичен: «счастье совершенно невозможно», потому что тело, с его точки зрения, всегда страдает, и это «возмущает» душу, что также является страданием. Таким образом, человек должен не стремиться получать удовольствия, а избегать страданий: «Преимущество мудреца не столько в выборе благ, сколько в избегании зол; свою конечную цель он полагает в том, чтобы жить без боли и огорчения» (Diog. Laert. II 96).
Изначально киренаики воспринимают тело как нейтральный объект, подверженный действию внешних факторов, которые, соответственно, могут приносить наслаждение или боль (болезнь — не норма, рассматривать надо отдельно). Гегесий же заявляет, что тело не просто может страдать, но и страдает всё время, при этом сумма страданий превышает удовольствия. При этом можно было бы сделать акцент на балансе, но для Гегесия важно именно отсутствие боли — как физической, так и душевной.
Гегесий связывал наслаждение не с чувственными удовольствиями, как традиционно это делали киренаики изначально, а с разумом. Он указывал, что ощущения обманывают, и удовольствие и боль связаны с разумом. Само по себе, от природы, ничто не является однозначно воспринимаемым: всё приятно или нет лишь как следствие восприятия новизны, избытка либо недостатка. Поэтому можно научиться «безразличию» (ἀδιαφορία) и даже наслаждаться тем, в чём обычные люди видят источник страданий. Казалось бы, здесь логично развить эту концепцию, но Гегесий заявляет, что жизнь сама по себе не имеет ценности, как и всё в жизни вообще (Diog. Laert. II 94-95).
Таким образом, философ значительно отходит от изначальных представлений киренаиков: он понимает счастье не как сумму удовольствий, а как положительный баланс между удовольствиями и страданиями. Почему при этом он считал, что страданий в любом случае больше — неизвестно, сведений не сохранилось. Но именно из этого положения Гегесий делал вывод, что разумно добровольно уйти от жизни, чтобы прекратить страдание. При этом он адресовал своё мнение именно мудрым людям (σοϕοί).
В своём стремлении отрицать Гегесий дошел даже до отрицания чувственного восприятия, то есть, по сути, одного из элементов базы философии киренаиков. С его точки зрения ощущения не ведут к точному знанию, поэтому также не имеют значения, и действовать надо «так, как покажется благоразумным» (Diog. Laert. II 95).

## Этические и практические взгляды Гегесия
В отличие от Аристиппа, Гегесий считал, что к удовольствию богатство отношения не имеет, так как бедняки также испытывают удовольствие (Diog. Laert. II 94).
Гегесий придерживался крайнего эгоцентризма: «мудрец все делает ради себя». Причём это был именно эгоцентризм, а не разумный эгоизм: отрицалась дружба, благодарность и т. д. Объяснялось формально это тем, что стремимся мы к такому лишь ради пользы, а если нет пользы, то нет и самой вещи (то есть, например, не бывает бескорыстной дружбы). Более того, Гегесий считает, что мудрец не считает никого другого достойным его самого, и даже если кто-либо предоставит ему величайшие блага, то это всё равно будет неравноценно по сравнению с величием мудреца (Diog. Laert. II 93-95).